# Nacaduba honorifice
Nacaduba honorifice är en fjärilsart som beskrevs av Hans Fruhstorfer 1916. Nacaduba honorifice ingår i släktet Nacaduba och familjen juvelvingar. Inga underarter finns listade i Catalogue of Life.